# 1991年美国阅兵式

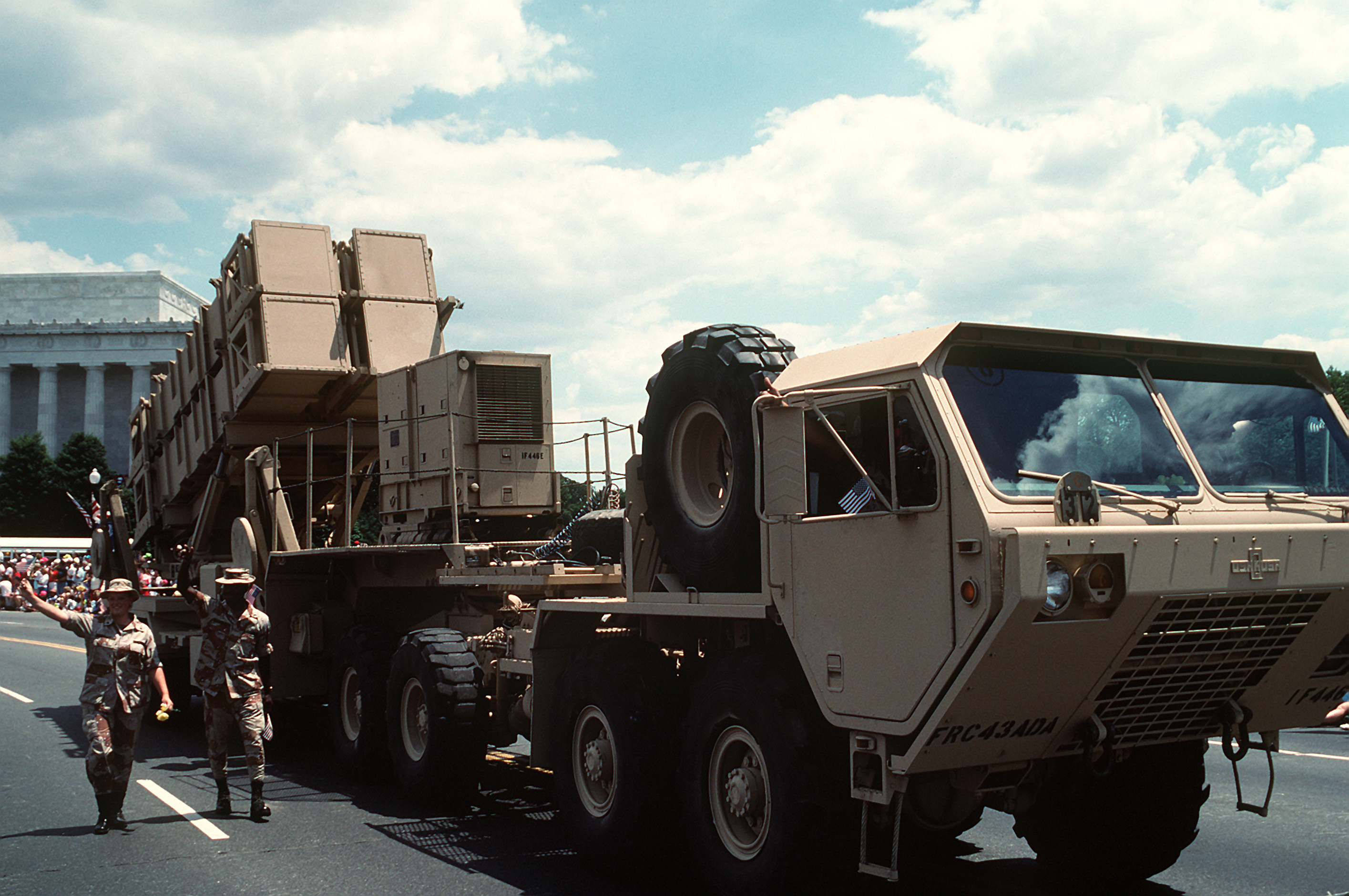
阅兵式上展示的一辆重型扩展机动战术卡车，牵引MIM-104爱国者战术防空导弹系统

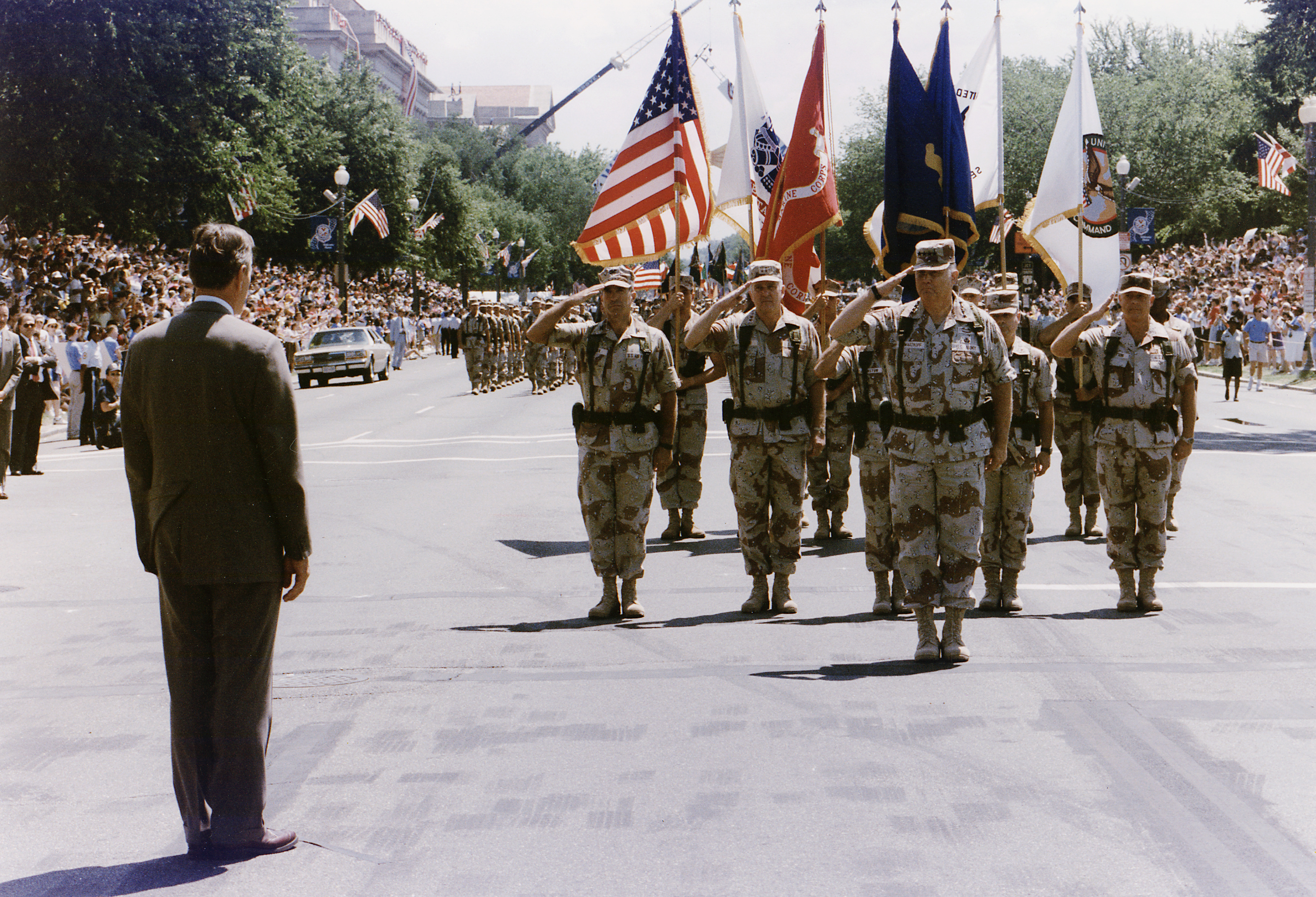
美国总统乔治·H·W·布什在阅兵路线上迎接诺曼·施瓦茨科普夫将军

1991年美国阅兵式，又称“国家胜利”大阅兵（英語：National Victory Celebration），是美国华盛顿特区于1991年6月8日举行的阅兵，以庆祝海湾战争结束。这是自第二次世界大战以来美国规模最大的阅兵。8000名“沙漠风暴”部队士兵，以及一小部分越战老兵参加阅兵。“沙漠风暴”部队指挥官诺曼·施瓦茨科普夫二世将军率领游行队伍。阅兵在宪法大道、宾夕法尼亚大道和阿灵顿纪念大桥举行。此次耗资1200万美元的阅兵受到了军国主义反对者的批评。
此次庆祝活动创下了单日786,358人次的地铁客流量纪录，打破了1989年乔治·H·W·布什就职典礼期间创下的604,089人次的纪录。该纪录一直维持到1993年比尔·克林顿首次就职典礼。该数字还创下了周末人數聚集纪录并维持17年，直到2010年被“恢复理智和/或恐惧集会”打破。